# NK Vareš
Nk Vareš je bosanskohercegovački nogometni klub iz Vareša.

## Povijest
Najstariji nogometni klub u Varešu osnovan je 1927. godine. NK Vareš je nastao poslije Drugoga svjetskog rata ujedinjenjem dva kluba NK Mladi radnik i NK Metalac u jedinstveni klub koji je ponio ime grada. Prvi predsjednik kluba bio je Slobodan Milanović - Šijak, a potom Ahmed Mulić. Upravu kluba činili su: Jozo - Jožica Brdanović, Filip Pejčinović, Alojzija Kasapović, Ilija Zekić, Grga Drijenčić, Svetislav Jazić i drugi. Prvi trener bio je Josip Hrnjček, a trener podmlatka Momčilo Jazić. Svoju prvu nogometnu sezonu NK Vareš je odigrao 1956./57. godine.
Klub je proizveo mnoge vrsne nogometaše i nogometne trenere. Natjecao se u raznim zonskim i republičkim natjecanjima, a u najboljim danima bio je i na pragu ulaska u Drugu ligu bivše Jugoslavije. 
Klub je igrao svoje utakmice na Šijakovu na igralištu od šljake. Igralište je nastalo u razdoblju intenzivne izgradnje Vareša. Radovi na današnjem igralištu počeli su 1952. u Vareš Majdanu i završeni 1953. godine. Tad se prestalo služiti starim igralištem na Šijakovu i sve do danas se igra na igralištu u Vareš Majdanu.

Utakmicom Hajduka II i Vareša (3:1) odigranom 5. kolovoza 2017. na igralištu u Vareš Majdanu obilježeno je 90 godina nogometa u Varešu.
Trenutačno se natječe u 1. županijskoj ligi ZDŽ.

## Vanjske poveznice
- NK Vareš - Facebook
- NK Vareš - Početna